# ميشال دومينيك
ميشال دومينيك (بالفرنسية: Michel Domingue) (و. 1813 – 1877 م) هو سياسي من هايتي ولد في ليس كايس.